# 米元小春

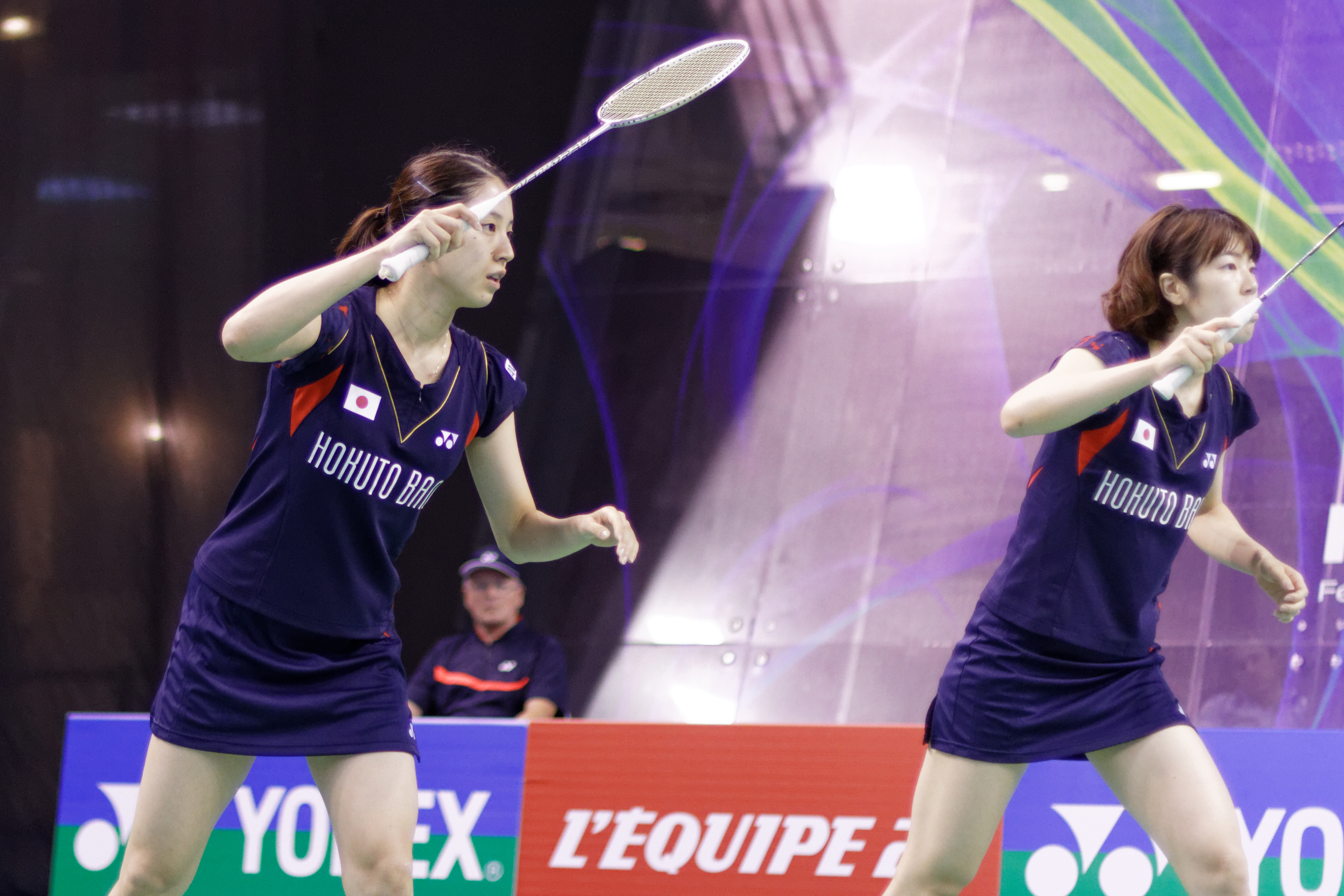
米元小春（左）與女雙搭檔三木佑里子（右）出戰2013年法國羽毛球超級賽。

米元小春（日语：／ Yonemoto Koharu，1990年12月7日—），日本女子羽毛球运动员，前日本國家羽毛球隊（A隊）成員。廣島縣出生，畢業於段原小学校、翠町中学校及青森山田高校，曾效力Panasonic株式會社，2013年加入北都銀行羽毛球部，隊員編號為10號。其兄長米元優樹與雙胞胎姊姊米元陽花同為羽毛球運動員。
2019年世錦賽期間因阿基里斯腱斷裂退賽，最終於2021年1月28日，由所屬球隊宣布與搭檔田中志穗一同退役。

## 簡歷
2010年，米元小春分别与三木佑里子以及嘉村健士出戰俄羅斯羽毛球大獎賽，在女雙决赛以0比2（18-21、18-21）不敌赛会头号种子、东道主的瓦莱里亚·索罗金娜/尼娜·维斯洛娃，赢得亚军；而混双準决赛以1比2（21-18、15-21、14-21）不敌赛会头号种子、地主的亚历山大·尼科拉恩科/瓦莱里亚·索罗金娜。
2011年2月，米元小春与三木佑里子出戰奧地利羽毛球國際挑戰賽，在女雙决赛以2比0（26-24、21-15）击败了赛会5号种子、丹麦的莱恩·丹穆凯尔·克鲁斯/马丽恩·罗布克，夺得其首个国际赛冠军。同年3月，她分别与三木佑里子以及嘉村健士出戰紐西蘭羽毛球國際挑戰賽，在女雙决赛以2比1（16-21、21-16、22-20）力克香港的潘樂恩/謝影雪，赢得冠军；而混双决赛以0比2（14-21、13-21）不敌新加坡的丹尼·巴瓦·克里斯南塔/梁语嫣，赢得亚军。同年4月，她分别与三木佑里子以及嘉村健士出战大阪羽毛球國際挑戰賽，在女雙决赛以1比2（21-19、18-21、14-21）不敌同胞的市丸美里/田中志穗，赢得亚军；而混双决赛以2比0（21-18、21-7）击败了队友的川口佳介/小椋しのぶ，赢得冠军。同年11月，她与三木佑里子出战馬來西亞羽毛球國際挑戰賽，在女双準决赛以0比2（13-21、13-21）不敌赛会3号种子、马来西亚的林芸如/黃寶玲。
2012年2月，米元小春与三木佑里子出战奧地利羽毛球國際挑戰賽，在女双準决赛以1比2（18-21、21-19、16-21）不敌赛会4号种子、美国的李意恒/宝拉·琳·奥巴娜娜。同年4月，她分别与三木佑里子以及嘉村健士出战大阪羽毛球國際挑戰賽，在女双準决赛以1比2（19-21、21-17、19-21）不敌赛会6号种子、队友的福万尚子/與猶胡桃；而混双决赛以0比2（15-21、19-21）不敌赛会2号种子、印尼的里基·维迪安托/普斯皮达·里奇·蒂莉，赢得亚军。同年7月，她分别与三木佑里子以及嘉村健士出战加拿大羽毛球大獎賽，在女双决赛以1比2（15-21、21-15、12-21）不敌赛会头号种子、队友的松友美佐紀/高橋禮華，赢得亚军；而混双决赛以0比2（14-21、16-21）不敌同胞的垰畑亮太/高橋禮華，赢得亚军。同年9月，她与嘉村健士出战日本羽毛球超級賽，从首圈一路淘汰了马来西亚的陳毅權/賴沛君、美国的周菲利浦/杰米·苏班迪、丹麦的安德斯·克里斯蒂安森/茱莉·霍曼；直到四强遭遇赛会头号种子、马来西亚强档的陈炳顺/吳柳螢，直落两局以0比2（19-21、13-21）不敌对手，首次打进超级赛四强佳绩。同年11月，她分别与三木佑里子以及嘉村健士出战蘇格蘭羽毛球國際賽，在女双决赛以0比2（21-23、18-21）不敌赛会7号种子、队友的福万尚子/與猶胡桃，赢得亚军；而混双準决赛以1比2（22-24、21-11、10-21）不敌荷兰的鲁德·博世/塞莱娜·皮克，赢得亚军。
2014年7月，米元小春與三木佑里子贏得俄羅斯羽毛球大獎賽女雙冠軍，創下個人在國際賽的最佳成績。同年8月，二人出戰丹麥舉行的世界羽毛球錦標賽女子雙打項目，首圈以2-0淘汰中華台北的陳曉歡/賴佳玟晉級，但在第二圈就以0比2（16-21、17-21）不敵7號種子的日本隊友垣岩令佳/前田美順出局。由於搭檔三木佑里子在該屆世錦賽後退役，米元小春開始與較她年輕兩年的田中志穗合作女雙。
2013年1月，米元小春与三木佑里子出战瑞典斯德哥爾摩羽毛球國際賽，在女双準决赛以1比2（21-15、16-21、20-22）不敌赛会2号种子、瑞典的伊美利·兰纳森/埃玛·文贝里。同年4月，她与三木佑里子出战大阪羽毛球國際挑戰賽，在女双决赛以0比2（10-21、13-21）不敌赛会2号种子、队友的江藤理惠/脇田侑，赢得亚军。同年6月，她分别与三木佑里子以及嘉村健士出战泰國羽毛球黃金大獎賽，在女双决赛以0比2（7-21、13-21）不敌赛会8号种子、印尼的尼蒂娅·克里欣达·马赫斯瓦里/格雷西娅·波利，赢得亚军；而混双準决赛以0比2（8-21、16-21）不敌赛会4号种子、印尼的里基·维迪安托/普斯皮达·里奇·蒂莉。同年8月，米元小春參加中國廣州舉行的世界羽毛球錦標賽，與三木佑里子出戰女子雙打項目，首圈以2-0淘汰紐西蘭選手晉級，但在第二圈就以0比2（20-22、14-21）不敵14號種子、馬來西亞的許嘉雯/溫可微出局。
2015年4月，米元小春與田中志穗出战紐西蘭羽毛球黃金大獎賽，在女双準决赛以0比2（18-21、15-21）不敌赛会3号种子、队友的福島由紀/廣田彩花。同年6月，她与田中志穗出战加拿大羽毛球大獎賽，在女双準决赛以0比2（17-21、16-21）不敌赛会3号种子、印度的瓦拉·古塔/阿什维尼·蓬纳帕。同年10月，她与田中志穗出战中華台北羽毛球大獎賽，在女双决赛以0比2（19-21、14-21）不敌赛会4号种子、印尼的英吉娅·西塔·阿凡达/马哈德维·伊斯特拉尼·尼·克图特，赢得亚军。
2016年5月，米元小春与田中志穗出战越南羽毛球國際挑戰賽，在女双决赛以0比2（26-28、15-21）不敌赛会6号种子、队友的福島由紀/志田千陽，赢得亚军。同年7月，她与田中志穗出战美國羽毛球黃金大獎賽，在女双决赛以2比1（20-22、21-15、21-19）击败了同胞的松本麻佑/永原和可那，赢得冠军。同年9月，她与田中志穗出战日本羽毛球超級賽，从首圈一路淘汰了韩国的李紹希/申昇瓚、同胞的川島里羅/尾崎沙織、泰国的普蒂塔·素帕猜恭/沙西丽·德拉达那猜；直到四强面对赛会头号种子、队友的松友美佐紀/高橋禮華，直落两局以0比2（14-21、19-21）落败。同年10月，她分别与田中志穗以及垰畑亮太出战中華台北羽毛球大師賽，在女双决赛以0比3（10-12、5-11、7-11）不敌赛会头号种子、队友的福島由紀/廣田彩花，赢得亚军；而混双决赛以0比3（3-11、7-11、12-14）不敌香港的鄧俊文/謝影雪，赢得亚军。
2017年3月，米元小春与田中志穗出战印度羽毛球超級賽，从首圈一路淘汰了印度的Deepali Gupta/Pragya Rai、中華台北的林筱閔/吳芳茜、泰国的普蒂塔·素帕猜恭/沙西丽·德拉达那猜；直到四强面对赛会头号种子、韩国强档的鄭景銀/申昇瓚，表现顽强以2比1（21-16、19-21、24-22）险胜对手。在决赛与赛会3号种子、队友的福万尚子/與猶胡桃实现了会师，在德比拼激战三局以2比1（16-21、21-19、21-10）取得胜利，赢得俩人首座超级赛的冠军。同年6月，她与田中志穗出战印尼羽毛球首要超級賽，在女双準决赛以1比2（14-21、21-12、11-21）不敌赛会3号种子、韩国强档的張藝娜/李紹希。同年8月， 她參加苏格兰格拉斯哥舉行的世界羽毛球錦標賽，她和田中志穗出戰女子双打項目。她與田中志穂以7號種子身分出戰，故在首圈輪空；但在次圈以2比0（21-9、21-8）横扫法国的洛林·鲍曼 /奥德丽·方丹。在第三圈，以2-1（21-12、15-21、21-19）淘汰了保加利亚的加夫列拉·斯托伊娃 /斯蒂法尼·斯托伊娃。八强中，硬碰赛会2號種子丹麦的卡米拉·吕特·尤尔/克里斯汀娜·彼德森，激战三局以1-2 （5-21、21-18、25-27）惜败于对手，8强止步。同年10月，她与田中志穗出战丹麥羽毛球首要超級賽，在女双决赛以0比2（13-21、16-21）不敌韩国的李紹希/申昇瓚。同年11月，她与田中志穗出战中國羽毛球首要超級賽，在女双準决赛以1比2（18-21、21-13、11-21）不敌赛会8号种子、韩国新组合的金慧麟/李紹希。同年12月，她与田中志穗出战世界羽聯超級系列賽總決賽，在小组赛发挥出色以头名出线；在决赛迎来了队友的福島由紀/廣田彩花，直落两局以2比0（21-16、21-15），首次赢得年终总决赛的冠军。值得一提的是这也是日本女双首次包揽了总决赛的席位，两队都展现出了接班的能力。
2018年3月，米元小春与田中志穗出战全英羽毛球公開賽，在女双準决赛以1比2（21-16、10-21、12-21）不敌队友的福島由紀/廣田彩花。

## 主要比賽成績
只列出曾進入準決賽的國際賽事成績：
| 年份   | 賽事                       | 公開賽級別 | 項目     | 拍檔       | 成績   |
| ------ | -------------------------- | ---------- | -------- | ---------- | ------ |
| 2010年 | 俄羅斯羽毛球大獎賽         | 大獎賽     | 女子雙打 | 三木佑里子 | 亞軍   |
| 2010年 | 俄羅斯羽毛球大獎賽         | 大獎賽     | 混合雙打 | 嘉村健士   | 準決賽 |
| 2011年 | 奧地利羽毛球國際挑戰賽     | 國際挑戰賽 | 女子雙打 | 三木佑里子 | 冠軍   |
| 2011年 | 紐西蘭羽毛球國際挑戰賽     | 國際挑戰賽 | 女子雙打 | 三木佑里子 | 冠軍   |
| 2011年 | 紐西蘭羽毛球國際挑戰賽     | 國際挑戰賽 | 混合雙打 | 嘉村健士   | 亞軍   |
| 2011年 | 大阪羽毛球國際挑戰賽       | 國際挑戰賽 | 女子雙打 | 三木佑里子 | 亞軍   |
| 2011年 | 大阪羽毛球國際挑戰賽       | 國際挑戰賽 | 混合雙打 | 嘉村健士   | 冠軍   |
| 2011年 | 馬來西亞羽毛球國際挑戰賽   | 國際挑戰賽 | 女子雙打 | 三木佑里子 | 準決賽 |
| 2012年 | 奧地利羽毛球國際挑戰賽     | 國際挑戰賽 | 女子雙打 | 三木佑里子 | 準決賽 |
| 2012年 | 大阪羽毛球國際挑戰賽       | 國際挑戰賽 | 女子雙打 | 三木佑里子 | 準決賽 |
| 2012年 | 大阪羽毛球國際挑戰賽       | 國際挑戰賽 | 混合雙打 | 嘉村健士   | 亞軍   |
| 2012年 | 加拿大羽毛球大獎賽         | 大獎賽     | 女子雙打 | 三木佑里子 | 亞軍   |
| 2012年 | 加拿大羽毛球大獎賽         | 大獎賽     | 混合雙打 | 嘉村健士   | 亞軍   |
| 2012年 | 日本羽毛球超級賽           | 超級賽     | 混合雙打 | 嘉村健士   | 準決賽 |
| 2012年 | 蘇格蘭羽毛球國際賽         | 國際挑戰賽 | 女子雙打 | 三木佑里子 | 亞軍   |
| 2012年 | 蘇格蘭羽毛球國際賽         | 國際挑戰賽 | 混合雙打 | 嘉村健士   | 準決賽 |
| 2013年 | 瑞典斯德哥爾摩羽毛球國際賽 | 國際挑戰賽 | 女子雙打 | 三木佑里子 | 準決賽 |
| 2013年 | 大阪羽毛球國際挑戰賽       | 國際挑戰賽 | 女子雙打 | 三木佑里子 | 亞軍   |
| 2013年 | 泰國羽毛球黃金大獎賽       | 黃金大獎賽 | 女子雙打 | 三木佑里子 | 亞軍   |
| 2013年 | 泰國羽毛球黃金大獎賽       | 黃金大獎賽 | 混合雙打 | 嘉村健士   | 準決賽 |
| 2013年 | 美國羽毛球黃金大獎賽       | 黃金大獎賽 | 女子雙打 | 三木佑里子 | 準決賽 |
| 2013年 | 東亞運動會羽毛球比賽       | 其他       | 女子團體 | －         | 銅牌   |
| 2013年 | 東亞運動會羽毛球比賽       | 其他       | 女子雙打 | 三木佑里子 | 銀牌   |
| 2014年 | 俄羅斯羽毛球大獎賽         | 大獎賽     | 女子雙打 | 三木佑里子 | 冠軍   |
| 2015年 | 紐西蘭羽毛球黃金大獎賽     | 黃金大獎賽 | 女子雙打 | 田中志穗   | 準決賽 |
| 2015年 | 加拿大羽毛球大獎賽         | 大獎賽     | 女子雙打 | 田中志穗   | 準決賽 |
| 2015年 | 中華台北羽毛球大獎賽       | 大獎賽     | 女子雙打 | 田中志穗   | 亞軍   |
| 2016年 | 越南羽毛球國際挑戰賽       | 國際挑戰賽 | 女子雙打 | 田中志穗   | 亞軍   |
| 2016年 | 美國羽毛球黃金大獎賽       | 黃金大獎賽 | 女子雙打 | 田中志穗   | 冠軍   |
| 2016年 | 日本羽毛球超級賽           | 超級賽     | 女子雙打 | 田中志穗   | 準決賽 |
| 2016年 | 中華台北羽毛球大師賽       | 大獎賽     | 女子雙打 | 田中志穗   | 亞軍   |
| 2016年 | 中華台北羽毛球大師賽       | 大獎賽     | 混合雙打 | 垰畑亮太   | 亞軍   |
| 2017年 | 亞洲羽毛球混合團體錦標賽   | 其他       | 混合團體 | －         | 冠軍   |
| 2017年 | 德國羽毛球黃金大獎賽       | 黃金大獎賽 | 女子雙打 | 田中志穗   | 準決賽 |
| 2017年 | 印度羽毛球超級賽           | 超級賽     | 女子雙打 | 田中志穗   | 冠軍   |
| 2017年 | 蘇迪曼盃                   | 其他       | 混合團體 | －         | 季軍   |
| 2017年 | 印尼羽毛球首要超級賽       | 首要超級賽 | 女子雙打 | 田中志穗   | 準決賽 |
| 2017年 | 丹麥羽毛球首要超級賽       | 首要超級賽 | 女子雙打 | 田中志穗   | 亞軍   |
| 2017年 | 中國羽毛球首要超級賽       | 首要超級賽 | 女子雙打 | 田中志穗   | 準決賽 |
| 2017年 | 世界羽聯超級系列賽總決賽   | 首要超級賽 | 女子雙打 | 田中志穗   | 冠軍   |
| 2018年 | 亞洲羽毛球團體錦標賽       | 其他       | 女子團體 | －         | 冠軍   |
| 2018年 | 全英羽毛球公開賽           | 超級1000賽 | 女子雙打 | 田中志穗   | 準決賽 |
| 2018年 | 優霸盃                     | 其他       | 女子團體 | －         | 冠軍   |
| 2018年 | 泰國羽毛球公開賽           | 超級500賽  | 女子雙打 | 田中志穗   | 準決賽 |
| 2018年 | 世界羽毛球錦標賽           | 其他       | 女子雙打 | 田中志穗   | 季軍   |
| 2018年 | 亞洲運動會羽毛球比賽       | 其他       | 女子團體 | －         | 金牌   |
| 2018年 | 韓國羽毛球公開賽           | 超級500賽  | 女子雙打 | 田中志穗   | 準決賽 |
| 2018年 | 丹麥羽毛球公開賽           | 超級750賽  | 女子雙打 | 田中志穗   | 亞軍   |
| 2018年 | 香港羽毛球公開賽           | 超級500賽  | 女子雙打 | 田中志穗   | 準決賽 |
| 2019年 | 全英羽毛球公開賽           | 超級1000賽 | 女子雙打 | 田中志穗   | 準決賽 |
| 2019年 | 亞洲羽毛球混合團體錦標賽   | 其他       | 混合團體 | －         | 亞軍   |
| 2019年 | 泰國羽毛球公開賽           | 超級500賽  | 女子雙打 | 田中志穗   | 冠軍   |

| 2007-2017年 | 首要超級賽 | 超級賽 | 黃金大獎賽 | 大獎賽 | 國際挑戰賽 | 國際系列賽 | 未來系列賽 | 其他 |

| 2018-2026年 | 總決賽 | 超級1000賽 | 超級750賽 | 超級500賽 | 超級300賽 | 超級100賽 | 國際挑戰賽 | 國際系列賽 | 未來系列賽 | 其他 |

### 世界冠軍頭銜
米元小春在羽毛球生涯中共奪得1項羽毛球世界冠軍頭銜。
| 賽事   | 奪冠次數 | 年份               |
| ------ | -------- | ------------------ |
| 優霸盃 | 1        | 2018年（女子團體） |
| 總計   | 1        |                    |

### 奧運會和世錦賽參賽紀錄
|          | 搭檔       | 2013 | 2014 | 2015 | 2016 | 2017 | 2018 | 2019 |
| -------- | ---------- | ---- | ---- | ---- | ---- | ---- | ---- | ---- |
| 女子雙打 | 三木佑里子 | 32強 | 32強 | －   | －   | －   | －   | －   |
| 女子雙打 | 田中志穗   | －   | －   | －   | －   | 8強  | 季軍 | 8強  |

## 主要对賽记录
米元小春與不同搭檔的主要對手的對賽成績如下（截至2019年7月18日）：
女雙 - 三木佑里子
| 對手                | 對賽次數 | 對賽結果 | 對賽結果 | 總計 |
| 對手                | 對賽次數 | 勝       | 負       | 總計 |
| ------------------- | -------- | -------- | -------- | ---- |
| 垣岩令佳 前田美順   | 2        | 0        | 2        | -2   |
| 松友美佐紀 高橋禮華 | 2        | 0        | 2        | -2   |
| 與猶胡桃 福万尚子   | 2        | 0        | 2        | -2   |
| 總計                | 6        | 0        | 6        | -6   |

| 對手                                   | 對賽次數 | 對賽結果 | 對賽結果 | 總計 |
| 對手                                   | 對賽次數 | 勝       | 負       | 總計 |
| -------------------------------------- | -------- | -------- | -------- | ---- |
| 申昇瓚 李紹希                          | 3        | 2        | 1        | +1   |
| 劳伦·史密斯 加布里·爱德考克            | 3        | 2        | 1        | -1   |
| 凯特·罗伯特肖 希瑟·奥利弗              | 2        | 2        | 0        | +2   |
| 周玉蓮 雷努加·韦兰                     | 2        | 2        | 0        | +2   |
| 科马拉·戴维 珍纳·戈扎利                | 2        | 2        | 0        | +2   |
| 伏明天 顾娟                            | 2        | 2        | 0        | +2   |
| 马丽恩·罗布克 莉娜·弗埃尔·克里斯蒂安森 | 2        | 1        | 1        | 0    |
| 謝影雪 潘樂恩                          | 2        | 1        | 1        | 0    |
| 恭差拉·沃拉威七猜恭 当甲农·阿伦革颂    | 2        | 1        | 1        | 0    |
| 马晋 汤金华                            | 2        | 0        | 2        | -2   |
| 其他選手                               | 104      | 68       | 36       | +32  |
| 總計                                   | 110      | 68       | 42       | +26  |

女雙 - 田中志穗
日本國家隊隊員
| 對手                | 對賽次數 | 對賽結果 | 對賽結果 | 總計 |
| 對手                | 對賽次數 | 勝       | 負       | 總計 |
| ------------------- | -------- | -------- | -------- | ---- |
| 廣田彩花 福島由紀   | 8        | 2        | 6        | -4   |
| 松友美佐紀 高橋禮華 | 7        | 2        | 5        | -3   |
| 與猶胡桃 福万尚子   | 5        | 5        | 0        | +5   |
| 松本麻佑 永原和可那 | 3        | 2        | 1        | +1   |
| 松山奈未 志田千陽   | 2        | 1        | 1        | 0    |
| 櫻本絢子 高畑祐紀子 | 1        | 1        | 0        | +1   |
| 總計                | 15       | 7        | 8        | -1   |

| 對手                                  | 對賽次數 | 對賽結果 | 對賽結果 | 總計 |
| 對手                                  | 對賽次數 | 勝       | 負       | 總計 |
| ------------------------------------- | -------- | -------- | -------- | ---- |
| 陈清晨 贾一凡                         | 6        | 4        | 2        | +2   |
| 李紹希 張藝娜                         | 6        | 0        | 6        | -6   |
| 普蒂塔·素帕猜恭 沙西丽·德拉达那猜     | 4        | 3        | 1        | +2   |
| 阿普里亚尼·拉哈育 格雷西娅·波利       | 4        | 1        | 3        | -2   |
| 許嘉雯 溫可微                         | 3        | 3        | 0        | +3   |
| 阿什维尼·蓬纳帕 斯基·雷迪             | 3        | 3        | 0        | +3   |
| 杜玥 李茵晖                           | 3        | 3        | 0        | +3   |
| 查揚尼特·查拉查勒姆 帕泰瑪斯·門翁     | 3        | 3        | 0        | +3   |
| 克里斯汀娜·彼德森 卡米拉·吕特·尤尔    | 3        | 1        | 2        | -1   |
| 申昇瓚 鄭景銀                         | 3        | 1        | 2        | -1   |
| 金昭映 孔熙容                         | 3        | 0        | 3        | -3   |
| 曹彤威 郑雨                           | 2        | 2        | 0        | +2   |
| D·D·哈里斯 R·A·普拉蒂普塔             | 2        | 2        | 0        | +2   |
| 金慧貞 孔熙容                         | 2        | 2        | 0        | +2   |
| 汤金华 于小含                         | 2        | 1        | 1        | 0    |
| 金慧麟 孔熙容                         | 2        | 1        | 1        | 0    |
| N·K·M·伊斯特拉尼 R·A·普拉蒂普塔       | 2        | 1        | 1        | 0    |
| A·S·阿凡达 N·K·M·伊斯特拉尼           | 2        | 1        | 1        | 0    |
| 白荷娜 金慧麟                         | 2        | 0        | 2        | -2   |
| D·D·哈里斯 维尔尼·普特里              | 1        | 1        | 0        | +1   |
| 叶卡捷琳娜·博洛托娃 艾莉娜·達夫列托娃 | 1        | 1        | 0        | +1   |
| 琳达·埃弗勒 伊莎贝尔·赫特里克         | 1        | 1        | 0        | +1   |
| 許雅晴 胡綾芳                         | 1        | 1        | 0        | +1   |
| 阿美萊·馬厄隆 弗利亞·拉文             | 1        | 1        | 0        | +1   |
| 麦尔肯·弗勒尔戈德 萨拉·蒂格森         | 1        | 0        | 1        | -1   |
| 其他選手                              | 119      | 84       | 35       | +49  |
| 總計                                  | 134      | 91       | 43       | +48  |